# Areba
Areba är ett utdött australiskt språk. Areba talades i Queensland och tillhörde de pama-nyunganska språken.